# EICMA
EICMA (Esposizione Internazionale Ciclo Motociclo e Accessori), або Міланське мотошоу — шорічна виставка в Мілані, де показують мотоцикли. У 2008 році шоу відвідало більше півмільйона відвідувачів, а у 2014 — понад 620 тис. чоловік. Виставка використовується виробниками для презентації нових моделей.

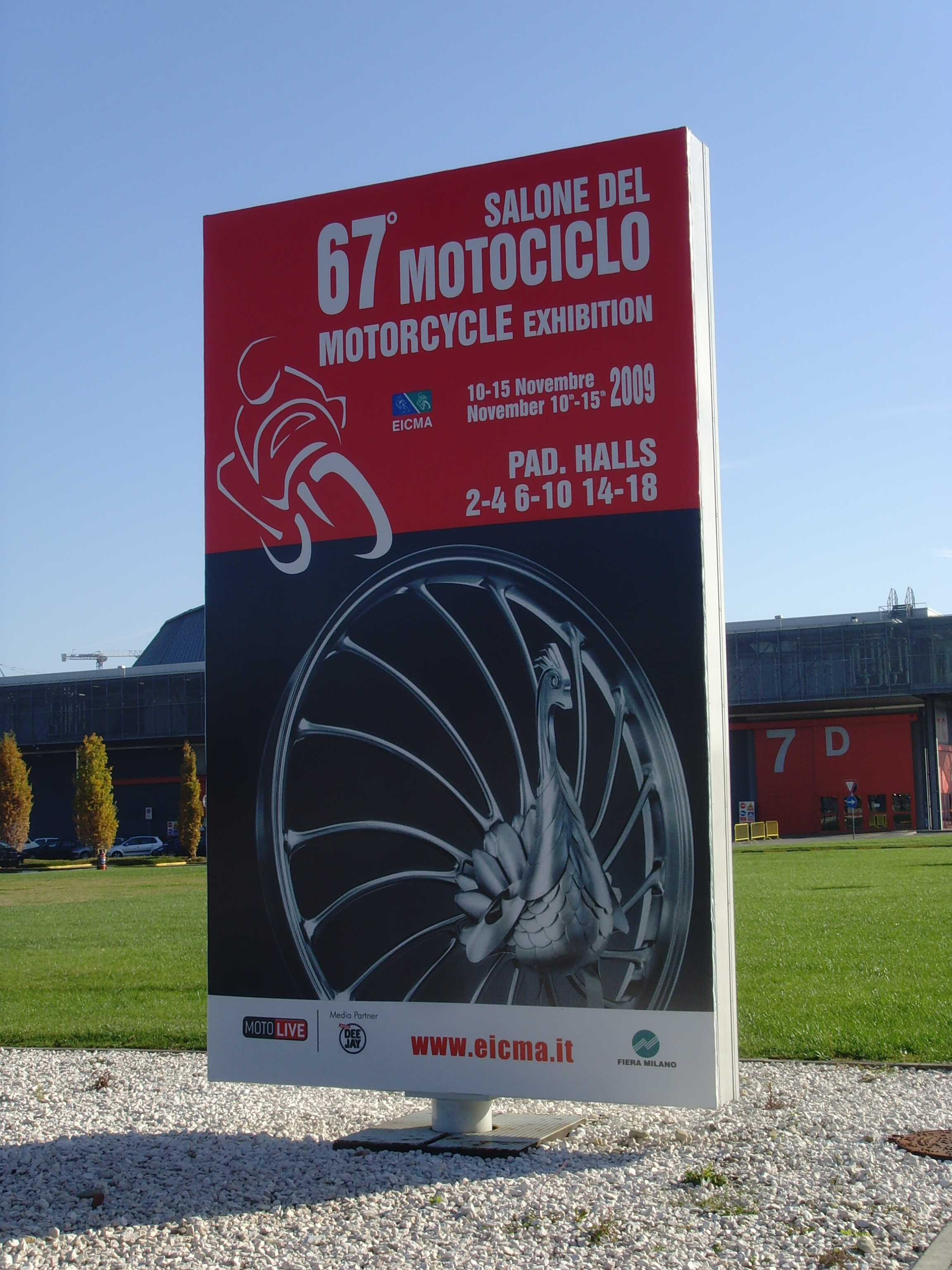
EICMA del 2009

На виставці відбувається представлення багатьох нових моделей. Так, виставка у 2014 році розташовувалась на 6 павільйонах та займала сумарну площу 280 000 м² (приблизно 40 футбольних полів). У ній взяло участь 1053 виробника з 34 країн світу.